# 天壘城十一
天壘城十一（寶瓶座14，14 Aqr）是位於寶瓶座的一顆紅巨星，以佛氏命名法的名稱是寶瓶座14；它也是一顆變星，名稱為寶瓶座IW 。它的變光幅度小於0.1星等，變光週期僅約一天，分類上屬於半規則變星 。

## 外部連結
- Image HD 202466